# Androsace staintonii
Androsace staintonii är en viveväxtart som beskrevs av Y. Nasir. Androsace staintonii ingår i släktet grusvivor, och familjen viveväxter. Inga underarter finns listade i Catalogue of Life.